# Prokopjevszk
Prokopjevszk (oroszul: Прокопьевск) város Oroszország Kemerovói területén, a Prokopjevszki járás székhelye. A novokuznyecki agglomeráció része, a Kemerovói terület harmadik legnépesebb városa.
Népessége: 210 130 fő (a 2010. évi népszámláláskor).

## Elhelyezkedése
A Kemerovói terület déli részén, Kemerovo területi székhelytől 269 km-re délkeletre, a Szalair-hátság keleti nyúlványain, az Aba (a Tom mellékfolyója) mentén helyezkedik el. Két vasútállomása is van a Kemerovo–Leninszk-Kuznyeckij–Novokuznyeck vasútvonalon. Szinte teljesen összeépült az északabbra fekvő Kiszeljovszkkal. Nyugatabbra, a Kara-Csumis folyón az 1950-es években kb. 20 km hosszú víztározó épült, innen biztosítják a két iparváros ivóvízellátását.
A város szélesen terül el a vasútvonal mindkét oldalán. Prokopjevszk jellegzetessége, hogy területe különálló településrészekből áll, melyek spontán módon jöttek létre a bányatelepek helyén. A városközpont körül 26 településrész sorakozik, néhány közülük összekapcsolódik. Így érthető, hogy a város északnyugati és délkeleti szélső pontjainak távolsága 22 km, kelet–nyugati kiterjedése kb. 18 km.

## Története
A bányásztelepülést két falu, Prokopjevszkoje és Monasztirszkoje összevonásával alapították meg 1918-ban és 1931-ben nyilvánították várossá. A vasútvonal ezen a területen 1921-re épült meg, ezzel fejlődésnek indult a bányászat, és a település lélekszáma is gyorsan nőtt. Ahogy egyre több bányát nyitottak, mellettük újabb bányásztelepek létesültek, melyeket később szintén a városhoz csatoltak. Időközben kiépült a városközpont is.

## Gazdasága
Prokopjevszk a Kuznyecki-medence szénbányászatának központja, sokáig az ország egyik legnagyobb szénbányászati központja volt. A régi bányák egy része már bezárt; a századfordulón a városhoz 8 földalatti és 4 külszíni szénbánya, valamint 4 szénfeldolgozó üzem tartozott. A gazdaság vezető iparága a városban a szénbányászat és -feldolgozás, a gépipar és a  fémfeldolgozás (bányagép gyártás, fémszerkezetek gyára), az építőanyag gyártás, valamint az élelmiszeripar (tej- és húsfeldolgozó üzemek, édesipari és dohánygyár).

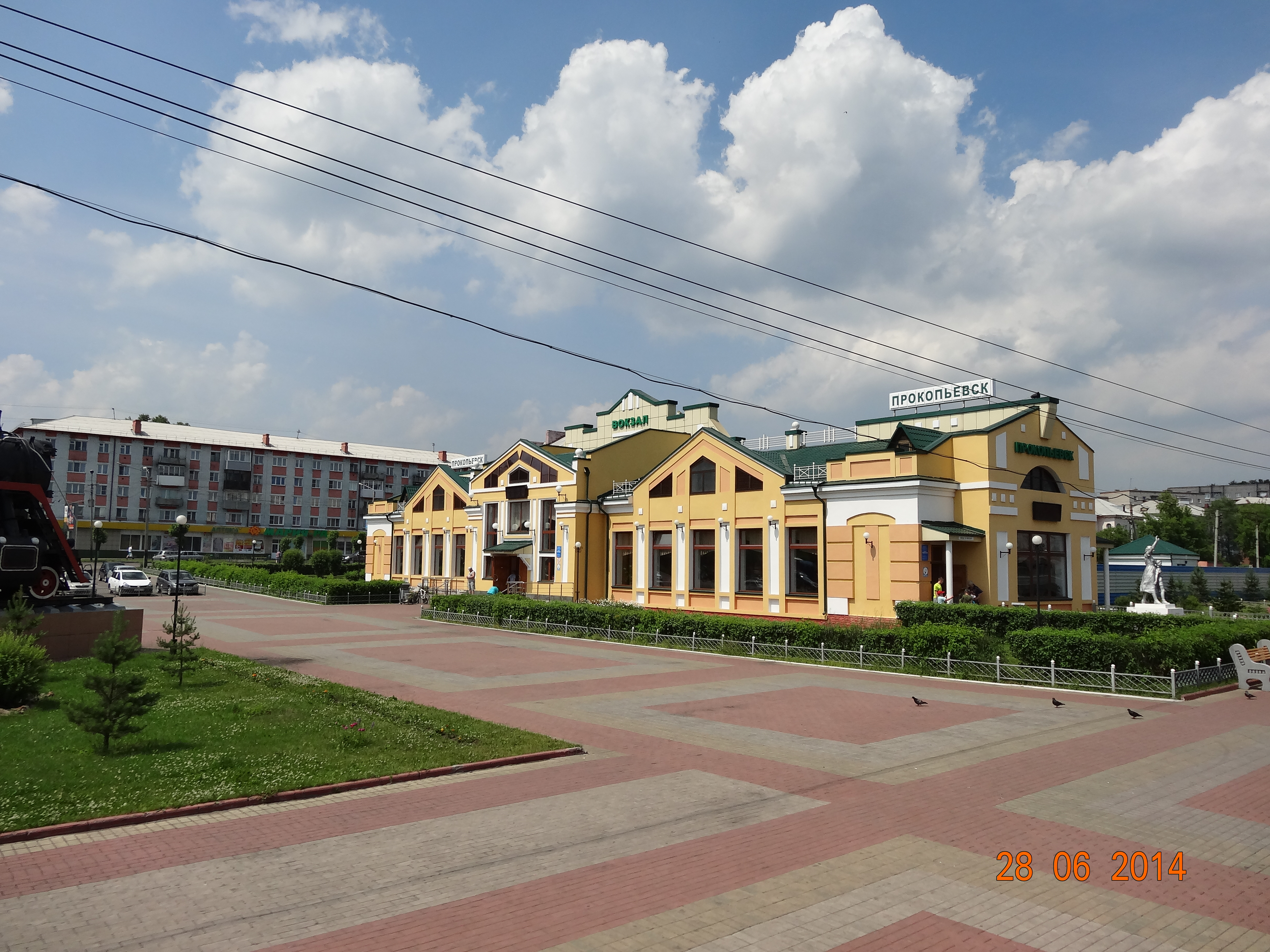
A vasútállomás épülete (2014)

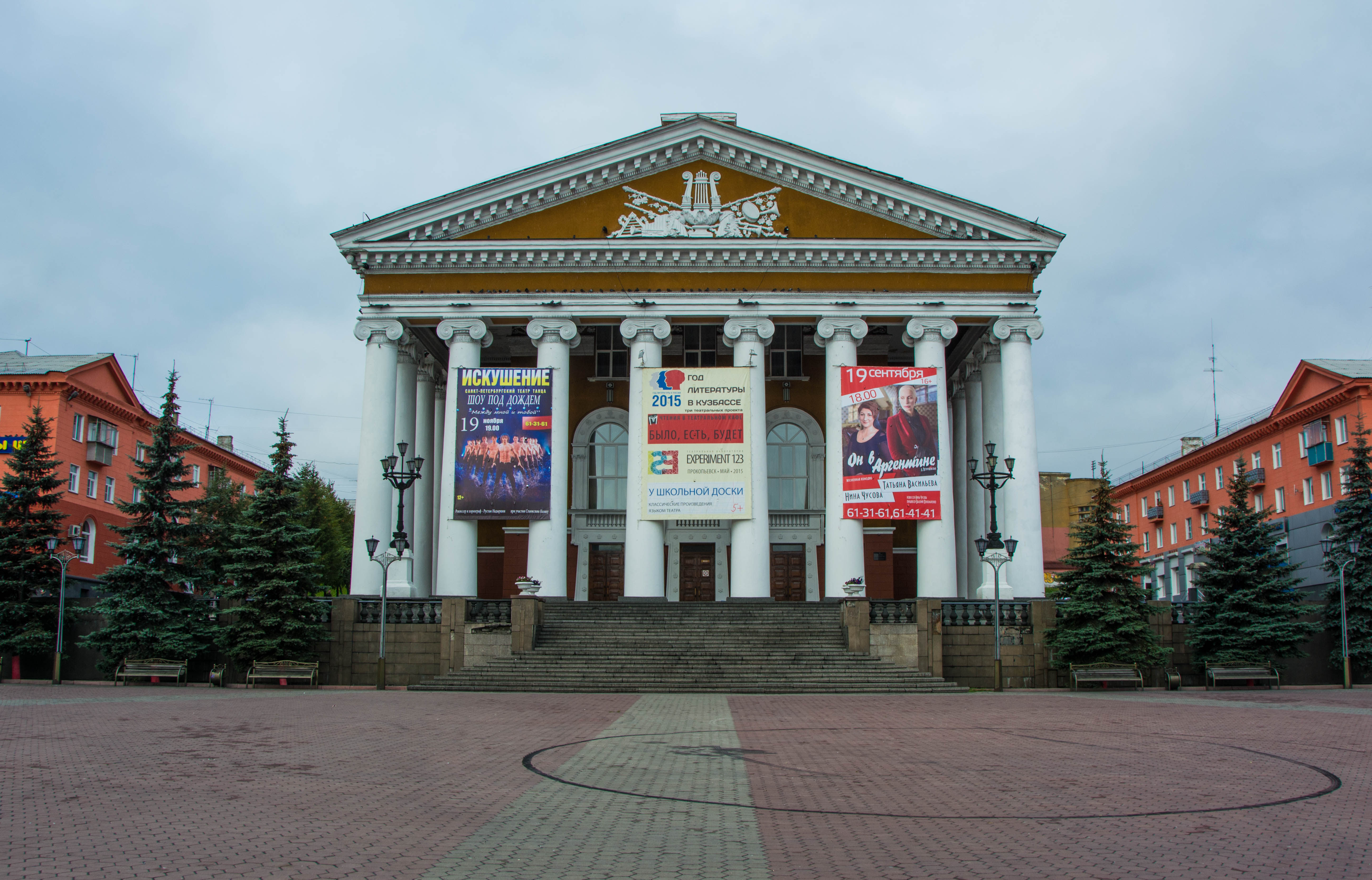
A város színháza (2015)

A város egyik legnagyobb gépipari vállalata volt az „Elektromasina”, ahol villanymotorokat, elektromágneses átalakítókat, egyenáramú berendezéseket állítottak elő. 1941-ben hozták létre a harkovi elektromechanikai gyár, majd egy Voronyezsből is evakuált gyár berendezéseivel. 1943-ban megkezdték egy gyártelep építését és „Elektromasina” néven alapították meg a vállalatot, mely a szovjet korszakban végig fennállt. A századfordulóra privatizálták, majd 2004-ben tulajdonosváltás történt. A gyár az „Elektroprom” gazdasági társaság égisze alatt folytatta a munkát. Megrendült pénzügyi helyzete miatt a céghez 2016-ban a bíróság ideiglenes csődgondnokot rendelt ki.
Az 1948-ban alapított golyóscsapágy gyárát (14. sz. gyár) 1992-ben részvénytársasággá alakították és részekre bontották. Tulajdonosváltás után a gyár folytatta a munkát, de a cég veszteséges működése miatt ismét csödbe jutott, 2013-ban felszámolták, a gyár végleg bezárt.  Az 1944-ben létesített gumi- és műszaki termékek gyára 2001-ben szűnt meg.

## Színháza
Színháza eredetileg Anzsero-Szudzsenszkben jött létre 1945-ben, de 1951-ben a társulatot átirányították Prokopjevszkbe. Kilenc évig itt is önálló épület nélkül játszottak (a kultúrházban és vidéki vendégszerepléseken). Végül 1960-ben átadták az új, neoklasszicista homlokzatú színházépületet, 800 fős nézőtérrel. 1987-ben bezárták, felújítása több mint tíz évig tartott (közben a Szovjetunió felbomlott), 1999-ben nyitották meg újra.